# Glaucostola guttipalpis
Glaucostola guttipalpis är en fjärilsart som beskrevs av Walker 1856. Glaucostola guttipalpis ingår i släktet Glaucostola och familjen björnspinnare. Inga underarter finns listade i Catalogue of Life.